# Eileen Davidson
Eileen Davidson (n. 15 iunie 1959, Artesia, California) este o actriță americană. Ea a devenit cunoscută prin rolul jucat în filmele seriale Tânăr și neliniștit și Dragoste și putere, a fost de două ori distinsă cu premiul Emmy.

## Filmografie
- 1982: The Phoenix ca Ellie (1 episod)
- 1982–în prezent: The Young and the Restless ca Ashley Abbott (1982–1988, .martie 19, 1999—ianuarie 11, 2007, 28 decembrie 2007—ianuarie 3, 2008; -februarie 27 and 28, 2008; .martie 25 and 26, 2008; .iunie 19, 20 and 23, 2008, -septembrie 26, 2008 – august 3, 2012, martie 2013 - octombrie 29, 2018, 2019 - prezent)
- 1982: Goin' All the Way ca BJ
- 1983: The House on Sorority Row ca Vicki
- 1988: Sharing Richard ca J.C. Dennison
- 1989: Eternity ca Dahlia/Valerie
- 1989: Easy Wheels ca She Wolf
- 1990: Broken Badges ca J.J. 'Bullet' Tingreedes (3 episods)
- 1992 - 1993: Santa Barbara ca Kelly Capwell (24 episods)
- 1993 - 1998: Days of our Lives ca Penelope Kent (1998), Thomas Banks (1997), Sister Mary Moira Banks (1997–1998), Susan Banks (-noiembrie 4, 1996 - -aprilie 8, 1998), Kristen Blake DiMera (1993–1998)
- 2007 - 2008: The Bold and the Beautiful ca Ashley Abbott (.martie 9, 2007-4 iulie 2008; -noiembrie 25, 2008)
- 2010: Symphoria